# NTT Pro Cycling Team/Saison 2020
Dieser Artikel listet Erfolge und Fahrer des Radsportteams NTT Pro Cycling in der Saison 2020 auf.

## Erfolge

### Erfolge in der UCI WorldTour
In den Rennen der Saison 2020 der UCI WorldTour gelangen die nachstehenden Erfolge.
| Datum       | Rennen                    | Sieger          |
| ----------- | ------------------------- | --------------- |
| 25. Januar  | 5. Etappe Tour Down Under | Giacomo Nizzolo |
| 9. März     | 2. Etappe Paris-Nizza     | Giacomo Nizzolo |
| 21. Oktober | 17. Etappe Giro d’Italia  | Ben O’Connor    |

### Erfolge in der UCI ProSeries
In den Rennen der Saison 2020 der UCI ProSeries gelangen die nachstehenden Erfolge.
| Datum       | Rennen                     | Sieger        |
| ----------- | -------------------------- | ------------- |
| 9. Februar  | 3. Etappe Tour de Langkawi | Max Walscheid |
| 14. Februar | 8. Etappe Tour de Langkawi | Max Walscheid |

### Erfolge in des UCI Continental Circuits
In den Rennen des UCI Continental Circuits gelangen die nachstehenden Erfolge.
| Datum      | Rennen                       | Kat. | Sieger       |
| ---------- | ---------------------------- | ---- | ------------ |
| 8. Februar | 4. Etappe Étoile de Bessèges | 2.1  | Ben O’Connor |

### Erfolge bei den Nationalen Straßen-Radsportmeisterschaften
In den Rennen zu den Nationalen Straßen-Radsportmeisterschaften 2020 gelangen die nachstehenden Erfolge.
| Datum      | Rennen                                        | Sieger          |
| ---------- | --------------------------------------------- | --------------- |
| 9. Februar | Südafrikanische Meisterschaft – Straßenrennen | Ryan Gibbons    |
| 23. August | Italienische Meisterschaft – Straßenrennen    | Giacomo Nizzolo |

### Mannschaft
| Teamkader 2020              | Teamkader 2020    | Teamkader 2020     | Teamkader 2020                    |
| Name                        | Geburtsdatum      | Land               | Vorheriges Team                   |
| --------------------------- | ----------------- | ------------------ | --------------------------------- |
| Carlos Barbero              | 29. April 1991    | Spanien            | Movistar Team (2019)              |
| Samuele Battistella         | 14. November 1998 | Italien            | Dimension Data for Qhubeka (2019) |
| Edvald Boasson Hagen        | 17. Mai 1987      | Norwegen           | Team Sky (2014)                   |
| Victor Campenaerts          | 28. Oktober 1991  | Belgien            | Lotto-Soudal (2019)               |
| Stefan de Bod               | 17. November 1996 | Südarfika          | Dimension Data for Qhubeka (2018) |
| Nic Dlamini                 | 12. August 1995   | Südarfika          | Dimension Data for Qhubeka (2017) |
| Benjamin Dyball             | 20. April 1989    | Australien         | Team Sapura Cycling (2019)        |
| Enrico Gasparotto           | 22. März 1982     | Schweiz            | Bahrain-Merida (2018)             |
| Amanuel Ghebreigzabhier     | 17. August 1994   | Eritrea            | Dimension Data for Qhubeka (2017) |
| Ryan Gibbons                | 13. August 1994   | Südarfika          | Dimension Data for Qhubeka (2016) |
| Michael Gogl                | 4. November 1993  | Österreich         | Trek-Segafredo (2019)             |
| Shōtarō Iribe               | 1. August 1989    | Japan              | Shimano Racing Team (2019)        |
| Reinardt Janse van Rensburg | 3. Februar 1989   | Südarfika          | Giant-Shimano (2014)              |
| Ben King                    | 22. März 1989     | Vereinigte Staaten | Cannondale-Drapac (2016)          |
| Roman Kreuziger             | 6. Mai 1986       | Tschechien         | Mitchelton-Scott (2018)           |
| Gino Mäder                  | 4. Januar 1997    | Schweiz            | IAM Excelsior (2018)              |
| Louis Meintjes              | 21. Februar 1992  | Südarfika          | UAE Team Emirates (2017)          |
| Giacomo Nizzolo             | 30. Januar 1989   | Italien            | Trek-Segafredo (2018)             |
| Ben O’Connor                | 25. November 1995 | Australien         | Avanti IsoWhey Sports (2016)      |
| Matteo Sobrero              | 14. Mai 1997      | Italien            | Dimension Data for Qhubeka (2019) |
| Andreas Stokbro             | 8. April 1997     | Dänemark           | Riwal Readynez (2019)             |
| Dylan Sunderland            | 26. Februar 1996  | Australien         | Team BridgeLane (2019)            |
| Jay Robert Thomson          | 12. April 1986    | Südarfika          | UnitedHealthcare (2012)           |
| Rasmus Tiller               | 28. Juli 1996     | Norwegen           | Joker Icopal (2018)               |
| Michael Valgren             | 7. Februar 1992   | Dänemark           | Astana (2018)                     |
| Max Walscheid               | 13. Juni 1993     | Deutschland        | Team Sunweb (2019)                |
| Danilo Wyss                 | 26. August 1985   | Schweiz            | BMC Racing Team (2018)            |
| Domenico Pozzovivo          | 30. November 1982 | Italien            | Bahrain-Merida (2019)             |
| Michael Carbel              | 7. Februar 1995   | Dänemark           | Waoo (2019)                       |
|                             |                   |                    |                                   |
| Quelle: ProCyclingStats     |                   |                    |                                   |